# Csaba Köves
Csaba Köves (ur. 27 października 1966 w Budapeszcie) – węgierski szermierz, szablista, dwukrotny medalista olimpijski i wielokrotny medalista mistrzostw świata.
Na igrzyskach olimpijskich w Barcelonie w 1992 roku reprezentacja Węgier w składzie: Bence Szabó, Csaba Köves, György Nébald, Péter Abay i Imre Bujdosó zdobyła drużynowo srebrny medal. W zawodach indywidualnych zajął jedenaste miejsce. Na rozgrywanych cztery lata później igrzyskach olimpijskich w Atlancie wspólnie z Józsefem Navarrete i Bence Szabó ponownie zdobył srebro w rywalizacji drużynowej. Indywidualnie był tym razem osiemnasty. Brał również udział w igrzyskach olimpijskich w Sydney w 2000 roku, zajmując piąte miejsce drużynowo i jedenaste indywidualnie.
Podczas mistrzostw świata w Lyonie w 1990 roku razem z Györgym Nébaldem, Bence Szabó, Imre Bujdosó i László Csongrádim zdobył srebrny medal w zawodach drużynowych. W konkurencji tej Węgrzy z Kövesem w składzie zdobywali następnie złote medale na mistrzostwach świata w Budapeszcie (1991) i mistrzostwach świata w Essen (1993), srebrny na mistrzostwach świata w Atenach (1994) oraz brązowe podczas mistrzostw świata w Hadze (1995) i mistrzostw świata w Kapsztadzie (1997). 
W 1993 roku zdobył indywidualnie srebrny medal na mistrzostwach Europy w Linzu, przegrywając w finale z Niemcem Felixem Beckerem.